# Stichodactylidae
Stichodactylidae Andres, 1883 è una famiglia di celenterati antozoi dell'ordine Actiniaria.

## Tassonomia
Comprende i seguenti generi:
- Heteractis Milne-Edwards & Haime, 1851
- Stichodactyla Brandt, 1835